# 藤原隆充
藤原 隆充（ふじわら たかみち、1978年7月16日 - ）は、福岡県北九州市小倉南区出身の元プロバスケットボール選手である。ポジションはポイントガード。背番号11。182cm、81kg。

## 来歴
9歳でバスケットボールを始める。中学校は北九州市立守恒中学校に、高校は小倉南高校に進学。激戦区の福岡にあって福岡大大濠高校が大きな壁となって立ちはだかり、チームとして全国大会には一度も出場できなかった。
大学は九州産業大学に進学。ここでの活躍で全国区に名が知られる存在となる。2年生からは九州学生選抜に選出される。
卒業後の2001年、新潟アルビレックスBBに入団し新人王に輝く。2006年から主将となる。ゴールを決めた後の雄叫びはブースターの間で御馴染みの光景となる。2008年オフ、エクスパンション・ドラフトにより滋賀レイクスターズへ移籍。2009-2010シーズン、10月25日の大阪エヴェッサ戦で右肩を脱臼し、しばらく試合出場できなかったが、12月5日の琉球ゴールデンキングス戦で復帰し、以降の試合で再び主力として活躍する。
2013年オフ、FA権を行使して新潟に復帰。2015年オフ、群馬クレインサンダーズに移籍。
2019年、現役引退。
引退後は群馬のスクールコーチを経て、2020年より1年間、群馬のアシスタントコーチを務め、B2リーグ優勝に貢献した。その後、翌シーズンの2021年から古巣・新潟のアシスタントコーチを2年間務めた。
2023年より越谷アルファーズのアシスタントコーチに就任した。

## 成績
| シーズン         | チーム | GP | GS | MPG  | FG%  | 3P%  | FT%  | RPG | APG | SPG | BPG | TO  | PPG |
| ---------------- | ------ | -- | -- | ---- | ---- | ---- | ---- | --- | --- | --- | --- | --- | --- |
| bjリーグ 2005-06 | 新潟   | 38 | 37 | 28.7 | .366 | .293 | .758 | 3.5 | 4.1 | 0.7 | 0.1 | 2.9 | 7.6 |
| bjリーグ 2006-07 | 新潟   | 28 | 10 | 24.2 | .433 | .472 | .608 | 2.5 | 2.4 | 0.9 | 0   | 2.2 | 5.6 |
| bjリーグ 2007-08 | 新潟   | 44 | 41 | 32.0 | .415 | .333 | .786 | 3.8 | 4.0 | 0.9 | 0.0 | 2.5 | 8.2 |
| bjリーグ 2008-09 | 滋賀   | 52 | 52 | 31.4 | .367 | .340 | .674 | 3.3 | 4.3 | 1.1 | 0.1 | 1.7 | 7.5 |
| bjリーグ 2009-10 | 滋賀   | 44 | 44 | 29.8 | .360 | .302 | .775 | 3.0 | 3.5 | 1.2 | 0.0 | 1.7 | 7.2 |
| bjリーグ 2010-11 | 滋賀   | 47 | 25 | 22.5 | .408 | .357 | .830 | 2.1 | 2.1 | 0.5 | 0   | 1.1 | 6.5 |
| bjリーグ 2011-12 | 滋賀   | 52 | 30 | 22.8 | .383 | .396 | .775 | 2.4 | 2.3 | 0.9 | 0.1 | 1.1 | 5.2 |
| bjリーグ 2012-13 | 滋賀   | 52 | 48 | 26.1 | .380 | .335 | .750 | 2.4 | 2.6 | 0.8 | 0.1 | 1.2 | 7.2 |
| bjリーグ 2013-14 | 新潟   | 51 |    | 20.2 | .402 | .380 | .643 | 1.7 | 1.9 | 0.6 | 0.0 | 1.1 | 4.2 |